# Parafia Trójcy Przenajświętszej w Krupie
Parafia Trójcy Przenajświętszej w Krupie – rzymskokatolicka parafia znajdująca się w diecezji grodzieńskiej, w dekanacie Lida, na Białorusi.

## Historia
Pierwszy kościół w Krupie ufundowała w 1460 Anna Dowojnowa z córkami Heleną i Ulianą. W poł. XVI w. funkcjonowała przy nim altaria, jednak w II poł. XVI w. parafia została zniesiona, a kościół stał się filią parafii farnej w Lidzie. W 1766 powstała kaplica w majątku Krupa.
XV-wieczny drewniany kościół został zniszczony prawdopodobnie podczas wojny polsko-bolszewickiej. W latach 1925–1928 wybudowano obecny kościół. Dwa, do dziś wiszące w kościele obrazy, namalował Witold Pilecki, który był tutejszym parafianinem. Świątynię pod historycznym, sięgającym 1460 wezwaniem Trójcy Przenajświętszej, konsekrował 28 maja 1928 arcybiskup wileński Romuald Jałbrzykowski. Wówczas erygowano przy niej samodzielną parafię. W II Rzeczypospolitej leżała ona w archidiecezji wileńskiej, w dekanacie Lida.
W 1945 Krupa znalazła się w granicach Związku Sowieckiego. Kościół funkcjonował przez cały okres komunizmu, choć w niektórych latach stanowisko proboszcza wakowało. Inne źródło podaje, że w latach 1963-1990 kościół był zamknięty.